# Bolax goyana
Bolax goyana är en skalbaggsart som beskrevs av Ohaus 1917. Bolax goyana ingår i släktet Bolax och familjen Rutelidae. Inga underarter finns listade.